# Эшлен-бай-Обердисбах
Эшлен-бай-Обердисбах (нем. Aeschlen bei Oberdiessbach) — бывшая коммуна в Швейцарии, в кантоне Берн. 
Входила в состав округа Конольфинген. С 1 января 2010 года вошла в состав коммуны Обердисбах вновь образованного округа Берн-Миттельланд.
Население составляет 312 человек (на 31 декабря 2006 года). Официальный код — 0601.